# Chrysichthys brachynema
Chrysichthys brachynema är en fiskart som beskrevs av Boulenger, 1900. Chrysichthys brachynema ingår i släktet Chrysichthys och familjen Claroteidae. IUCN kategoriserar arten globalt som livskraftig. Inga underarter finns listade i Catalogue of Life.